# Dwight (Dakota del Nord)
Dwight è un centro abitato (city) degli Stati Uniti d'America, situato nella Contea di Richland, nello Stato del Dakota del Nord. Nel censimento del 2000 la popolazione era di 75 abitanti. La città è stata fondata nel 1881. Appartiene all'area micropolitana di Wahpeton.

## Geografia fisica
Secondo i rilevamenti dell'United States Census Bureau, la località di Dwight si estende su una superficie di 0,50 km², tutti occupati da terre.

## Popolazione
Secondo il censimento del 2000, a Dwight vivevano 75 persone, ed erano presenti 17 gruppi familiari. La densità di popolazione era di 145 ab./km². Nel territorio comunale si trovavano 36 unità edificate. Per quanto riguarda la composizione etnica degli abitanti, il 98,67% era bianco e l'1,33% apparteneva a due o più razze.
Per quanto riguarda la suddivisione della popolazione in fasce d'età, il 29,3% era al di sotto dei 18, il 12,0% fra i 18 e i 24, il 25,3% fra i 25 e i 44, il 16,0% fra i 45 e i 64, mentre infine il 17,3% era al di sopra dei 65 anni di età. L'età media della popolazione era di 29 anni. Per ogni 100 donne residenti vivevano 114,3 maschi.